# Mykoła Ovtcharov
Mykoła Michajłowicz Ovtcharov (ur. 9 lipca 1988) – ukraiński mówca, wykładowca i badacz sztuki oratorskiej, a także tłumacz z łaciny, reżyser filmowy i artysta medialny. Jest znany ze swojej klasyfikacji typów argumentacji w sztuce oratorskiej. Jest autorem współczesnego podręcznika retoryki „Mistrz wystąpień publicznych” i innych publikacji na temat etyki i filozofii. Jest redaktorem naczelnym naukowo-popularnego czasopisma o sztuce oratorskiej „Nieznany Mówca”.

## Biografia
Ovtcharov urodził się w Odessie na Ukrainie. Studiował w Kijowskiej Państwowej Akademii Transportu Wodnego i Kijowskim Narodowym Uniwersytecie Kultury. Współpracował z wiodącymi organizacjami państwowymi i społecznymi.
W 2009 roku założył Instytut Retoryki, gdzie wykłada sztukę oratorską i publikuje artykuły analityczne na temat retoryki, psychologii, etyki i filozofii.
Ovtcharov jest autorem książki „Mistrz wystąpień publicznych” (2017, 2023) i publikacji na temat etyki wystąpień publicznych. W 2024 roku zaprezentował dwie nowe książki – „Mała etyka” i „Argumentacja oparta na dowodach”.

## Wkład we współczesną retorykę

### Argumentacja oparta na dowodach
Ovtcharov opracował koncepcję argumentacji opartej na dowodach jako metodę perswazji, która łączy uzasadnienie empiryczne ze skutecznością retoryczną. W swojej pracy „Argumentacja oparta na dowodach” (2024) usystematyzował podejścia do konstruowania logicznie ustrukturyzowanych dowodów w wystąpieniach publicznych.

#### Teoria argumentacji
Mykoła Ovtcharov wyróżnił trzy podstawowe formy argumentacji we współczesnej retoryce.
- Teoretyczna  – fakty naukowe, dane badawcze, statystyki, analityka.
- Praktyczna  – praktyczne przykłady z własnego lub cudzego doświadczenia.
- Wizualna  – dowód wykorzystujący znane obrazy lub wydarzenia.

Każdy argument musi spełniać trzy wymagania: autorytet, unikalność i wzmocnienie tezy drugim argumentem.

### Wpływ na ukraińską szkołę retoryczną
Teoretyczne opracowania Ovtcharova przyczyniają się do instytucjonalizacji retoryki jako dyscypliny akademickiej na Ukrainie. Instytut Retoryki, założony przez niego w 2009 roku, funkcjonuje jako centrum badawcze, które łączy studium tradycji klasycznej z rozwojem współczesnych metodyk wystąpień publicznych. Od 2025 roku Mykoła Ovtcharov wydaje czasopismo „Nieznany Mówca” – pierwszy ukraińskojęzyczny naukowo-popularny czasopismo poświęcone sztuce oratorskiej. Publikacja łączy wiedzę teoretyczną z praktycznymi poradami dotyczącymi poprawy umiejętności komunikacyjnych.

### Działalność translatorska
W 2025 roku ukończył pierwsze pełne ukraińskie tłumaczenie „Pierwszej mowy Cycerona przeciwko Katylinie” z perspektywy praktykującego mówcy. Mykoła Ovtcharov zwrócił szczególną uwagę na rytm, dynamikę tekstową i techniki oratorskie, które zazwyczaj giną w tłumaczeniu dosłownym. Tłumaczenie jest opatrzone szczegółowymi komentarzami na temat kontekstu historycznego, wyjaśnieniami realiów życia rzymskiego i analizą cech retorycznych mowy. Praca służy studentom i badaczom studiującym historię rzymską, filozofię i retorykę.

## Sztuka medialna i kino
W 2018 roku zaprezentował swoją pierwszą wystawę sztuki wideo i sztuki medialnej „The Interaction” o ludzkiej transformacji z formy emocjonalnej do informacyjnej. Prace były wystawiane w galerii Saatchi i na Freedom Art Festival w Londynie. W 2019 roku wyreżyserował swój pierwszy niemy film krótkometrażowy „Czarna dziura”. Film bada, jak ludzie wzajemnie absorbują się nawzajem dla własnego rozwoju. Miał premierę 11 lipca 2019 roku na Międzynarodowym Festiwalu Filmowym Revelation Perth (Australia). 29 września 2019 roku film otrzymał specjalną nagrodę jury na Festiwalu Filmu Niezależnego Krótkometrażowego „Bardak” w Charkowie „za wyrazisty charakter pisma reżysera, doskonałą i głęboką kinematografię oraz dobór charakterystycznych postaci. Wszystkie elementy i szczegóły pracują na jeden cel – zanurzają widzów w kapryśnym świecie stworzonym przez autora”. W 2020 roku nakręcono drugi film krótkometrażowy „Dzika opera”, którego reżyser postanowił nie wydawać po montażu.

## Działalność społeczna
Od 2019 roku regularnie prowadzi bezpłatne warsztaty mistrzowskie ze sztuki oratorskiej dla określonych grup społecznych, które są lub mogą być narażone na różne formy dyskryminacji na Ukrainie i na świecie (na podstawie pochodzenia, płci, tożsamości narodowej lub innej) w celu zmniejszenia poziomu agresji i zwiększenia skutecznej komunikacji między różnymi ludźmi oraz poziomu tolerancji.

## Publikacje

### Publikacje naukowo-popularne
| Rok  | Tytuł książki                                            | Opis                                                                          |
| ---- | -------------------------------------------------------- | ----------------------------------------------------------------------------- |
| 2017 | „Mistrz wystąpień publicznych”                           | Podstawowa teoria sztuki oratorskiej                                          |
| 2023 | „Mistrz wystąpień publicznych. Wydanie monochromatyczne” | Drugie wydanie teorii sztuki oratorskiej z czarno-białymi ilustracjami autora |
| 2023 | „Mistrz wystąpień publicznych. Wydanie kolorowe”         | Drugie wydanie teorii sztuki oratorskiej z kolorowymi ilustracjami autora     |
| 2024 | „Mała etyka”                                             | O współczesnej etyce stosowanej                                               |
| 2024 | „Argumentacja oparta na dowodach”                        | O metodach perswazji w sztuce oratorskiej                                     |

### Publikacje periodyczne
| Rok  | Tytuł            | Typ        | Opis                                                                |
| ---- | ---------------- | ---------- | ------------------------------------------------------------------- |
| 2025 | „Nieznany Mówca” | Czasopismo | Publikacja drukowana o sztuce oratorskiej, wydawana dwa razy w roku |

### Publikacje edukacyjne i metodyczne
| Rok  | Tytuł                | Opis                                                                                             |
| ---- | -------------------- | ------------------------------------------------------------------------------------------------ |
| 2025 | „Jak wychować mówcę” | Podręcznik edukacyjny dla rodziców i nauczycieli do rozwijania umiejętności oratorskich u dzieci |

### Tłumaczenia
| Rok  | Tytuł                                                     | Języki                |
| ---- | --------------------------------------------------------- | --------------------- |
| 2025 | „Tłumaczenie Pierwszej mowy Cycerona przeciwko Katylinie” | Z łaciny na ukraiński |